# Devotion
Devotion je druhé studiové album baltimorského dream popového dua Beach House. Album bylo vydáno 26. února 2008 a v hitparádě Billboard Chart startovalo na 195. místě. První singl byla skladba s názvem "Gila".
Vydání alba Devotion následovalo vydání singlu "Used to Be" 21. října 2008 prostřednictvím Carpark Records. Odlišná verze této skladby se poté objevila na kritikou velmi oblíbeném, třetím albu Teen Dream v roce 2010.

## Seznam skladeb
| Pořadí         | Název                                                     | Délka |
| -------------- | --------------------------------------------------------- | ----- |
| 1.             | Wedding Bell                                              | 3:55  |
| 2.             | You Came to Me                                            | 4:05  |
| 3.             | Gila                                                      | 4:46  |
| 4.             | Turtle Island                                             | 4:00  |
| 5.             | Holy Dances                                               | 4:19  |
| 6.             | All the Years                                             | 3:36  |
| 7.             | Heart of Chambers                                         | 4:25  |
| 8.             | Some Things Last a Long Time (Daniel Johnston / Jad Fair) | 2:32  |
| 9.             | Astronaut                                                 | 5:05  |
| 10.            | D.A.R.L.I.N.G.                                            | 3:18  |
| 11.            | Home Again                                                | 4:09  |
| Celková délka: | Celková délka:                                            | 44:10 |

## Obsazení
- Victoria LeGrand – zpěv, klávesy, varhany
- Alex Scally – kytara, varhany, bubny, nahrávání